# Grendon (Warwickshire)
Grendon – wieś i civil parish w Anglii, w hrabstwie Warwickshire, w dystrykcie North Warwickshire. Leży 35 km na północ od miasta Warwick i 157 km na północny zachód od Londynu. W 2011 roku civil parish liczyła 1502 mieszkańców. Grendon jest wspomniana w Domesday Book (1086) jako Grendone.